# Adolf von Ruith
Adolf Ruith, seit 1915 Ritter von Ruith, (* 11. Mai 1872 in Bamberg; † 5. Oktober 1950 in Gauting) war ein deutscher General der Infanterie der Reichswehr.

## Leben

### Familie
Adolf war der Sohn des bayerischen Oberst und Schriftstellers Maximilian Ruith (1836–1892) und dessen Ehefrau Karolina, geborene Stauber. Er verheiratete sich am 22. Juni 1907 mit Helene, verwitwete Butsch, geborene von Sauter. Die Verbindung blieb kinderlos, aber seine Frau brachte ein Kind mit in die Ehe.

### Militärkarriere
Ruith absolvierte sein Abitur an einem Humanistischen Gymnasium. Anschließend trat er am 1. September 1890 als Dreijährig-Freiwilliger und Offiziersaspirant in das 3. Infanterie-Regiment „Prinz Karl von Bayern“ der Bayerischen Armee in Augsburg ein. Nach seiner Ernennung zum Portepeefähnrich im April 1891 folgte am 9. Juni 1892 seine Beförderung zum Sekondeleutnant. Als solcher stieg Ruith 1899 zum Oberleutnant und Regimentsadjutant auf. Von 1903 bis 1906 absolvierte Ruith die Bayerische Kriegsakademie, die ihm die Qualifikation für den Generalstab, die höhere Adjutantur und den Referatsdienst aussprach. Anschließend wurde er zur Zentralstelle des Generalstabs kommandiert und mit der Beförderung zum Hauptmann 1907 zum Generalstab des I. Armee-Korps versetzt. 1909 kehrte Ruith für zwei Jahre in den Truppendienst zurück und wurde Kompaniechef im 19. Infanterie-Regiment „König Viktor Emanuel III. von Italien“ in Erlangen. Er wurde dann wieder zur Zentralstelle des Generalstabs versetzt, hier 1912 zum Major befördert und zum Adjutant des Chefs des Generalstabs der Armee ernannt. Gleichzeitig kommandierte man Ruith zum Großen Generalstab nach Berlin und ernannte ihn für die Dauer von zwei Jahren zum militärischen Mitglied des bayerischen Senats beim Reichsmilitärgericht.
Mit Ausbruch des Ersten Weltkriegs wurde Ruith Erster Generalstabsoffizier der 1. Reserve-Division. Mit ihr nahm er an der Schlacht in Lothringen, den Kämpfen vor Nancy-Épinal, an der Somme, dem Stellungskrieg im Artois sowie die Dezemberschlacht in Flandern teil. Das Frühjahr 1915 war geprägt vom Ausbau der Stellungen der im Artois liegenden Division. In der Frühjahrsschlacht von La Bassée-Arras konnte der Großverband die ihr zugewiesenen Stellungen behaupten. Bei der benachbarten 5. Reserve-Division gelang dem Feind bei Maison Blanche und La Targette ein tiefer Einbruch in das Stellungssystem. Erst durch das heranführen der gesamten Reserven der 1. Reserve-Division konnte die Lage bereinigt werden. Für seine Führungstätigkeit wurde Ruith am 9. Mai 1915 mit dem Ritterkreuz des Militär-Max-Joseph-Ordens beliehen. Mit der Verleihung war der persönliche Adel verbunden und er durfte sich nach der Eintragung in die bayerische Adelsmatrikel Ritter von Ruith nennen.
Im weiteren Verlauf des Krieges wurde Ruith im September 1915 in den Generalstab des I. Armee-Korps und von dort am 10. April 1916 zum Generalstab der Südarmee versetzt. Mit ihr war er an der Ostfront im Einsatz, wurde 1917 Oberstleutnant und kehrte Anfang 1918 als Chef des Generalstabs des Generalkommandos Nr. 63 an die Westfront nach Frankreich zurück. Von Mai bis Kriegsende fungierte Ruith noch als Chef des Stabes des Generalkommandos Nr. 57.
Nach dem Waffenstillstand von Compiègne war Ruith ab 28. Dezember 1918 Kommandeur des Grenzschutzes Süd und kam im Mai 1919 als Chef des Generalstabs zum II. Armee-Korps. Mit der Auflösung der Bayerischen Armee wurde Ruith in die Vorläufige Reichswehr übernommen und als Kommandeur des Reichswehr-Schützen-Regiments 42 verwendet. Während des Kapp-Putsches verhielt er sich loyal zu General Hans von Seeckt.
Dann wurde er in das Reichswehrministerium nach Berlin versetzt, dort Chef der Inspektion des Erziehungs- und Bildungswesens und am 16. Juni 1920 zum Oberst befördert. Nach der Bildung der Reichswehr kehrte Ruith nach München zurück und wurde Chef des Stabes der 7. (Bayerische) Division. Vom 1. Februar 1922 bis 30. Oktober 1923 war er Kommandeur des 19. (Bayerisches) Infanterie-Regiments und wurde anschließend als Generalmajor zum Infanterieführer VII ernannt. In dieser Stellung folgt am 7. Juni 1926 seine Beförderung zum Generalleutnant und als solcher wurde Ruith am 1. Januar 1927 zum Kommandeur der 7. (Bayerische) Division ernannt. Im Sommer 1927 absolvierte er eine zweimonatige offizielle Erkundungsreise durch die USA. Dabei wurde er von dem Offizier der Abteilung „Heeresstatistische Abteilung“ (T3) im Truppenamt, Richard Speich (1884–1954) begleitet. Damit verbunden war die Stellung als Befehlshaber im Wehrkreis VII und Landeskommandant von Bayern. Ruith erhielt am 1. Dezember 1929 den Charakter als General der Infanterie verliehen und schied kurz darauf am 31. Januar 1930 aus dem aktiven Dienst.

## Auszeichnungen
- Offizier des Bayerischen Militärverdienstordens mit Schwertern[4]
- Bayerisches Dienstauszeichnungskreuz II. Klasse[4]
- Roter Adlerorden IV. Klasse[4]
- Ritterkreuz des Königlichen Hausordens von Hohenzollern mit Schwertern[4]
- Eisernes Kreuz (1914) II. und I. Klasse[4]
- Ritterkreuz I. Klasse des Albrechts-Ordens mit Schwertern und Krone[4]
- Ritterkreuz des Ordens der Württembergischen Krone mit Schwertern[4]
- Ritterkreuz I. Klasse des Friedrichs-Ordens[4]
- Hanseatenkreuz Bremen[4]
- Ritter des ö.k. Leopold-Ordens mit Kriegsdekoration[4]
- Orden der Eisernen Krone III. Klasse mit Kriegsdekoration[4]
- Österreichisches Militärverdienstkreuz III. Klasse mit Kriegsdekoration[4]
- Silberne Liakat-Medaille mit Säbeln[4]
- Eiserner Halbmond[4]